# Wayne Middaugh
Wayne Middaugh (ur. 20 września 1967 w Brampton) – kanadyjski curler, dwukrotny mistrz świata. Jest mężem Sherry Middaugh.
Middaugh curling zaczął uprawiać w 1980. W 1987 wygrał prowincjonalne mistrzostwa juniorów i zdobył srebrne medale w rywalizacji krajowej. Jako drugi w zespole Russa Howarda reprezentował Ontario w the Brier w latach 1991–1994. Pierwszy występ na arenie krajowej Middaugh zakończył na 7. pozycji. Rok później zespół z Ontario w półfinale pokonał 7:4 Albertę (Kevin Martin) jednak przegrał 3:4 finał przeciwko Manitobie (Vic Peters).
W 1993 drużyna Howarda ponownie awansowała do fazy play-off. W finale reprezentacja Ontario wywalczyła możliwość wyjazdu na MŚ pokonując Kolumbię Brytyjską (Rick Folk) 5:3. Kanadyjczycy na Mistrzostwach Świata 1993 awansowali z Round Robin na pierwszym miejscu. W półfinale pokonali 6:5 Amerykanów (Scott Baird) i zdobyli złote medale zwyciężając 8:4 nad Szkotami (David Smith). Middaugh jako obrońca mistrzostwa Kanady dotarł do finału, który był rewanżem dla Kolumbii Brytyjskiej za rok poprzedni. Ostatecznie Ontario przegrało finał 8:5 i to zespół Ricka Folka wyjechał na MŚ 1994.
Middaugh w sezonie 1994/1995 stworzył własną drużynę, która w tym samym składzie grała do 2003. W tym okresie Wayne dwukrotnie wygrał mistrzostwa Ontario. W 1998 po raz drugi zdobył tytuł mistrza Kanady, w finale pokonał Quebec (Guy Hemmings). Na Mistrzostwach Świata 1998 zespół kanadyjski okazał się najlepszy, w całym turnieju przegrał tylko jedne mecz a w najważniejszych spotkaniach pokonał 9:2 Finów (Markku Uusipaavalniemi) i 7:4 Szwedów (Peja Lindholm).
Zespół zajął także 3. miejsce na Nokia Brier 2001, w półfinale lepsza okazała się drużyna Manitoby (Kerry Burtnyk). W 2003 w zespole  Middaugha zaszła zamiana na pozycji drugiego. Iana Tetleya zastąpił Joe Frans. Z nowym zawodnikiem Middaugh zagrał w Mistrzostwach Kanady 2005, gdzie zajął 6. miejsce.
Od 2006 mistrzostwa Ontario wygrywa drużyna Glenna Howarda. W 2006 i 2007 właśnie te drużyny mierzyły się w finale. W 2008 Middaugh przegrał w barażach, a rok później nie przeszedł rywalizacji regionalnej. Od sezonu 2010/2011 na drugiej pozycji  jego zespole gra Scott Howard, syn Glenna.
Middaugh wygrał także siedem razy TSN Skins Game, w latach 1990–1992 z drużyną Russa Howarda a w 1995, 1996, 1999 i 2003 jako skip. Zajął 6. miejsce na Canadian Olympic Curling Trials 2009.
Po odejściu Richarda Harta z zespołu Glenna Howarda po sezonie 2010/2011 Middaughowi zaproponowano objęcie tam pozycji trzeciego. Zespół bez porażki wygrał prowincjonalne kwalifikacje do the Brier. W fazie grupowej Tim Hortons Brier 2012 zespół z Ontario przegrał tylko jeden mecz (z Terytoriami Północno-Zachodnimi). W fazie play-off 9:3 ograł Manitobę (Rob Fowler) i w finale pokonując 7:6 Albertę (Kevin Koe) zdobył złote medale. W Round Robin Mistrzostw Świata 2012 Kanadyjczycy przegrali tylko przeciwko Nowej Zelandii. W meczu 1-2 pokonali Szkocję (Tom Brewster) 7:6, również ze Szkotami rywalizowali w finale. Zespół z Ontario po dogrywce wynikiem 8:7 obronił tytuły mistrzowskie.
Ekipa Howarda wygrała Dominion Tankard 2013 i ponownie miała możliwość wystąpić na Tim Hortons Brier. Zespół wygrał fazę grupową, przegrał natomiast w play-off mecze z Manitobą (Jeff Stoughton) i Northern Ontario (Brad Jacobs). Ostatecznie w małym finale pokonał Nową Fundlandię (Brad Gushue). W 2014 Middaugh przegrał w finale prowincji przeciwko Markowi Bice’owi.
W 2014 zakończył karierę sportową.

## Wielki Szlem
| Turniej                | 2001/2002 | 2002/2003 | 2003/2004 | 2004/2005 | 2005/2006 | 2006/2007 | 2007/2008 | 2008/2009 | 2009/2010 | 2010/2011 | 2011/2012 | 2012/2013 | 2013/2014 |
| ---------------------- | --------- | --------- | --------- | --------- | --------- | --------- | --------- | --------- | --------- | --------- | --------- | --------- | --------- |
| Canadian Open          | W         | QF        | QF        | x         | A         | QF        | SF        | x         | SF        | x         | SF        | W         | SF        |
| Masters                | SF        | SF        | W         | A         | QF        | QF        | SF        | x         | A         | x         | W         | x         | W         |
| The National           | x         | x         | SF        | x         | W         | A         | SF        | W         | QF        | SF        | W         | x         | W         |
| Players’ Championships | W         | x         | x         | x         | x         | x         | QF        | x         | A         | A         | F         | W         | x         |

| A  | = nie uczestniczył                         |
| x  | = nie zakwalifikował się do fazy finałowej |
| QF | = ćwierćfinał                              |
| SF | = półfinał                                 |
| F  | = finał                                    |
| W  | = zwycięstwo                               |

## Drużyna
|           | Czwarty        | Trzeci          | Drugi           | Otwierający  |
| --------- | -------------- | --------------- | --------------- | ------------ |
| 2011/2014 | Glenn Howard   | Wayne Middaugh  | Brent Laing     | Craig Savill |
| 2010/2011 | Wayne Middaugh | Joe Frans       | Scott Howard    | Scott Foster |
| 2008/2010 | Wayne Middaugh | Jon Mead        | John Epping     | Scott Bailey |
| 2007/2008 | Wayne Middaugh | Jon Mead        | Ian Tetley      | Scott Bailey |
| 2006/2007 | Wayne Middaugh | Peter Corner    | Ian Tetley      | Scott Bailey |
| 2005/2006 | Wayne Middaugh | Peter Corner    | Phil Loevenmark | Scott Bailey |
| 2003/2005 | Wayne Middaugh | Graeme McCarrel | Joe Frans       | Scott Bailey |
| 1994/2003 | Wayne Middaugh | Graeme McCarrel | Ian Tetley      | Scott Bailey |
| 1991/1994 | Russ Howard    | Glenn Howard    | Wayne Middaugh  | Peter Corner |
| 1987/1988 | Wayne Middaugh | Peter Corner    | Dave Hannon     | Todd Macklin |

## Canadian Team Ranking System
Pozycje drużyn Wayne’a Middaugh w rankingu CTRS:
- 2013/2014 – 4.[13]
- 2012/2013 – 2.
- 2011/2012 – 1.
- 2010/2011 – 8.
- 2009/2010 – 8.
- 2008/2009 – 5.
- 2007/2008 – 7.
- 2006/2007 – 10.